# B-linda
B-linda (Oviedo, Asturias, 21 de marzo de 1980) es una violinista española que toca el violín eléctrico en diferentes estilos musicales pero siempre con una base electrónica.

## Carrera
Comenzó sus estudios de violín a los 7 años en el conservatorio superior de Oviedo. Allí completó los estudios superiores mientras formaba parte de la Joven Orquesta Sinfónica del Principado de Asturias.
Acabó sus estudios superiores en el conservatorio de Oviedo y realizó un máster en “Creación e Interpretación Musical” en el conservatorio superior de Madrid Reina Sofía y la Universidad Rey Don Juan Carlos.
También realizó un curso de improvisación con Boby Martínez en la “Escuela de Música Creativa” de Madrid en el año 2006.
Combinó sus estudios con trabajos en diferentes bandas de folk, pop y rock incluyendo giras con Carlos Núñez y El Sueño de Morfeo.
Más tarde empezó a introducirse en la música electrónica y se trasladó a Ibiza para tocar en clubs como Pachá, Lío, Space y Privilege.

## Experiencia profesional clásica
Trabajó como profesora en las Escuelas de Música de Pola de Allande de Asturias en el curso 2004/05 y en la Escuela Municipal de Oviedo durante el curso 2006. Más tarde, trabajó en los conservatorios de Santander, Cáceres y Palencia.

## Participación en agrupaciones de cámara y orquestales
Durante sus estudios tocó en la Orquesta Junior del Conservatorio de Música Eduardo Martínez Torner de Oviedo, en la Orquesta Collegium Musicum y en la Joven Orquesta Sinfónica del Principado de Asturias. 
Trabajó con la Orquesta de Cámara del Nalón de la que formó parte desde su creación. Realizó conciertos entre los que destacan el “Festival de Cuerda Pulsada de Córdoba” y el concierto realizado en la sede de la ONU en Nueva York. También colaboró en la grabación de un disco con esta misma orquesta. 
En el año 2004 colaboró con la Filarmónica de Toledo, su orquesta de cámara  y la Europa Concertus Músicos con las óperas Roberto Deveroux de Gaetano Donizetti y Norma de Bellini en Santander.

## Colaboraciones en grabaciones
Colaboró en varios discos del grupo Muyeres: “Muyeres I”, “Muyeres II”, “Muyeres Pasamentu” y “Muyeres Onde Canta la Culiebra".
También participó en discos de otros artistas del folk asturiano como: Amieva “Tiempo de Mitos”, Cantares y Sones de Ciegu n’Asturies “Ea Señores Usías”, Diego Pangua, “Énte’l Cairon”, Chus Pedro “De Nublo y Orpín” y Celtia “Tierra de Sueños”.
Colaboró en discos de otros estilos como “Cien gaviotas donde irán. Un tributo a Duncan Dhu”, El Sueño de Morfeo (2005) y el programa “El conciértazo” de RTVE con la orquesta de Cámara del Nalón.

## Giras y conciertos
Realizó la gira Internacional 2001 Italia-Inglaterra con Carlos Núñez y en los años 2005, 2006 y 2007 tocó con él en Madrid, Zaragoza, Vigo, Alicante, Francia y Luxemburgo. También participó en la gira de El Sueño de Morfeo 2005, con más de 100 conciertos por toda España, coincidiendo en algunos con La Sonrisa de Julia, con los que hizo una colaboración en dos conciertos. 
Participó en el espectáculo “Gala de Asturias” tocando con músicos como: Víctor Manuel, Nuberu, Ramón Prada, Tejedor, etc.
Durante su estancia en Madrid tocó en conciertos en distintas galas, uno de ellos con Robbie Williams y otro con David Bisbal.
En 2011 se trasladó a Ibiza y empezó a participar como residente de la fiesta “Vintage by Sebastian Gamboa” en Pachá Ibiza y Lío Ibiza.
Ese mismo año empezó a tocar para marcas como Ron Barceló, Brugal, Mercedes Benz, Porsche, Jaguar, Varilux, Heineken, Amazon, Milka, BMW, La Caixa y Mazda.